# Breda (geslacht)
Breda is een geslacht van spinnen uit de familie springspinnen (Salticidae).

## Soorten
De volgende soorten zijn bij het geslacht ingedeeld:
- Breda apicalis Simon, 1901
- Breda bicruciata (Mello-Leitão, 1943)
- Breda bistriata (C. L. Koch, 1846)
- Breda flavostriata Simon, 1901
- Breda jovialis (L. Koch, 1879)
- Breda leucoprocta Mello-Leitão, 1940
- Breda lubomirskii (Taczanowski, 1878)
- Breda milvina (C. L. Koch, 1846)
- Breda notata Chickering, 1946
- Breda oserictops (Mello-Leitão, 1941)
- Breda quinquedentata Badcock, 1932
- Breda spinimanu (Mello-Leitão, 1941)
- Breda tristis Mello-Leitão, 1944
- Breda variolosa Simon, 1901